# Сан-Джованні-ін-Гальдо
Сан-Джованні-ін-Гальдо, Сан-Джованні-ін-Ґальдо (італ. San Giovanni in Galdo) — муніципалітет в Італії, у регіоні Молізе,  провінція Кампобассо.
Сан-Джованні-ін-Гальдо розташований на відстані близько 195 км на схід від Рима, 8 км на схід від Кампобассо.
Населення — 594 особи (2014).

## Демографія
Населення за роками:

Станом на 1 січня 2023 року в муніципалітеті офіційно проживало 13 іноземців з 7 країн, серед них 1 громадянин країн Євросоюзу.

## Сусідні муніципалітети
- Кампобассо
- Камподіп'єтра
- Кампольєто
- Матриче
- Моначильйоні
- Торо